# Edmund Cooper (Autor)
Edmund Cooper, Pseudonym Broderick Quain und Martin Lester (* 30. April 1926 in Marple, Greater Manchester, Großbritannien; † 11. März 1982 in Chichester) war ein britischer Autor, der unter dem eigenen Namen und mehreren Pseudonymen Werke in den Bereichen der Science-Fiction und daneben in denen des Kinderbuchs, des Essays und des Kriminalromans geschaffen hat.

## Leben

### Erwerbstätigkeiten
Cooper verließ mit 15 Jahren die Schule, wurde Arbeiter und ging dann in die Verwaltung. 1944 wechselte er als Funker zur Handelsmarine. Er wirkte nach dem Zweiten Weltkrieg als Lehrer für Englisch und Kunst.
Er war 1960/61 für die British Iron and Steel Research Association und 1962 für die Federation of British Industries als Journalist sowie 1962–1966 für die Standard Oil Company of New Jersey als festangestellter Autor tätig.
Cooper begann auf der Höhe seiner Beliebtheit in den 1970er Jahren, für die Sunday Times Science-Fiction zu besprechen, und fuhr damit bis zu seinem Tode fort.

### Ehen und Kinder
Cooper heiratete 1946 Joyce Plant, die ihm drei Söhne und eine Tochter schenkte. 1963 heiratete er Valerie Makin; aus der Ehe mit dieser gingen zwei Söhne und zwei Töchter hervor. 1980 folgte eine Ehe mit Dawn Freeman-Baker.

### Künstlerisches Schaffen
Coopers erster Roman, Deadly Image (später wiederveröffentlicht unter dem Titel The Uncertain Midnight; dt. Aufstand der Roboter, 1961), wurde 1957 vollendet und 1958 veröffentlicht. Eine Kurzgeschichte von ihm aus dem Jahre 1956, Brain Child (dt. Das Wunderkind, 1965), wurde in dem Film The Invisible Boy (1957; dt. SOS Raumschiff, 1957) verarbeitet.

## Tod und Nachleben
Coopers Popularität begann nach dem Heraufkommen der New Wave in der Science Fiction in den späten 1960er Jahren zu schwinden. Der Grund hierfür war wahrscheinlich seine Verbundenheit mit der Tradition von John Wyndham und John Christopher, die in den frühen 1950er Jahren wurzelten. Er schaffte es aber teilweise – z. B. in The Overman Culture (1971; dt. Die neue Zivilisation, 1973) – Ansätze der New Wave wie etwa denjenigen der damals in Mode kommenden verspielt überbordenden literarischen und trivialliterarischen Traumwelten und Phantasmagorien organisch einzubinden, und bewahrte trotz seiner Fehler einen klar zu erkennenden eigenen Stil.
Seine Werke wurden in bis zu 15 Sprachen übersetzt.
Cooper starb an den Folgen seines Alkoholismus.

## Kritik
Cooper ist mit einer Aussage zitiert worden, nach der er das geistige Leistungsvermögen von Frauen herabsetzt: „let them have totally equal competition … they'll see that they can't make it.“ („Wenn sie in einen völlig gleichen Wettbewerb eintreten, werden sie sehen, dass sie dem nicht gewachsen sind.“) Namentlich seine Richard-Avery-Romane sowie seine beiden antifeministischen Romane Five to Twelve (1968; dt. Das Regime der Frauen, 1969) und Who Needs Men?: A Novel (1972; dt. Freiwild Mann, 1981) gelten bei den Literaturhistorikern als unangenehme "Betriebsunfälle".

## Bibliografie
Expendables (als Richard Avery)
- 1 The Deathworms of Kratos (1974)
  - Deutsch: Testplanet Kratos. Übersetzt von Marcel Bieger. Moewig (Terra Taschenbuch #356), 1983.
- 2 The Rings of Tantalus (1975)
  - Deutsch: Die Ringe des Tantalus. Übersetzt von Marcel Bieger. Moewig (Terra Taschenbuch #357), 1983.
- 3 The War Games of Zelos (1975)
  - Deutsch: Kriegsspiele auf Zelos. Übersetzt von Lore Straßl. Moewig (Terra Taschenbuch #359), 1984.
- 4 The Venom of Argus (1976)
  - Deutsch: Das Gift von Argus. Übersetzt von Lore Straßl. Moewig (Terra Taschenbuch #361), 1984, ISBN 3-8118-3401-0.

Romane
- Ferry Rocket (1954; als George Kinley)
- The Black Phoenix (1954; als Martin Lester)
- Ferry Rocket (1954; als George Kinley)
- They Shall Not Die (1954; als Broderick Quain)
- The Uncertain Midnight (1958; auch: Deadly Image)
  - Deutsch: Aufstand der Roboter. Übersetzt von Mortimer Colvin. Heyne Allgemeine Reihe #103, 1961.
- Seed of Light (1959)
  - Deutsch: Die Söhne des Alls. Übersetzt von Wulf H. Bergner. Heyne SF&F #3042, 1965.
- Wish Goes to Slumber Land (Kinderbuch, 1960)
- Transit (1964)
  - Deutsch: Die Welt der zwei Monde. Übersetzt von Susi-Maria Roediger. Heyne SF & F #3037, 1964.
- All Fools’ Day (1966)
  - Deutsch: Stiefkinder der Sonne. Übersetzt von Wolfgang Crass. Moewig Science Fiction #3524, 1981, ISBN 3-8118-3524-6.
- A Far Sunset (1967)
  - Deutsch: Unter den Strahlen von Altair. Übersetzt von Wulf H. Bergner. Heyne SF&F #3118, 1968.
- Five to Twelve (1968)
  - Deutsch: Das Regime der Frauen. Übersetzt von Birgit Reß-Bohusch. Heyne SF&F #3160, 1969.
- Sea-Horse in the Sky (1969)
  - Deutsch: Die Herren des Kosmos. Übersetzt von Birgit Reß-Bohusch. Heyne SF&F #3190, 1970.
- The Last Continent (1969)
  - Deutsch: Der letzte Kontinent. Übersetzt von Birgit Reß-Bohusch. Heyne SF&F #3223, 1971.
- Son of Kronk (1970; auch: Kronk, 1971)
  - Deutsch: Erreger P 939. Übersetzt von Heinz Nagel. Goldmann Science Fiction #23336, 1980, ISBN 3-442-23336-4.
- The Overman Culture (1971)[9]
  - Deutsch: Die neue Zivilisation. Übersetzt von Johann George Scheffner. Heyne SF&F #3325, 1973.
- Who Needs Men? (1972; auch: Gender Genocide, 1973)
  - Deutsch: Freiwild Mann. Übersetzt von Rudolf Crass. Moewig Science Fiction #3536, 1981, ISBN 3-8118-3536-X.
- The Cloud Walker (1973)
  - Deutsch: Der Wolkengänger. Übersetzt von Tony Westermayr. Goldmann Science Fiction #23276, 1978, ISBN 3-442-23276-7.
- The Tenth Planet (1973)
  - Deutsch: Der Eisplanet. Übersetzt von Horst Pukallus. Pabel (Terra Taschenbuch #269), 1975.
- The Slaves of Heaven (1974)
  - Deutsch: Sklaven des Himmels. Übersetzt von Lore Straßl. Pabel (Terra Taschenbuch #286), 1977.
- Prisoner of Fire (1974)
  - Deutsch: Die übersinnliche Waffe. Übersetzt von Tony Westermayr. Goldmann Science Fiction #23288, 1978, ISBN 3-442-23288-0.
- Merry Christmas, Ms Minerva! (1978)

Sammlungen
- Tomorrow’s Gift (1958)
  - Deutsch: Endstation Zukunft. Übersetzt von Wulf H. Bergner. Moewig (Terra Sonderband #85), 1964.
- Voices in the Dark (1960)
- Wish Goes to Slumberland (1960)
- Tomorrow Came (1963)
  - Deutsch: Als die UFOS kamen und andere Stories. Übersetzt von Heinz F. Kliem. Moewig (Terra #386), 1965.
- News from Elsewhere (1968)
- The Square Root of Tomorrow (1970)
- Unborn Tomorrow (1971)
- Double Phoenix (1971; mit Roger Lancelyn Green)
- Jupiter Laughs and Other Stories (1979)
- Jupiter Laughs (1979)
- A World of Difference (1980)
- The Cloud Walker / All Fools’ Day / A Far Sunset (2014, Sammelausgabe)

Kurzgeschichten
Wird bei Übersetzungen von Kurzgeschichten als Quelle nur Titel und Jahr angegeben, so findet sich die vollständige Angabe bei der entsprechenden Sammelausgabe.
1954:
- The Jar of Latakia (in: Authentic Science Fiction Monthly, #49 September 1954)
  - Deutsch: Nur eine Tabaksdose. Übersetzt von Wulf H. Bergner. In: Endstation Zukunft. 1964.
- The Enlightened Ones (1954)
  - Deutsch: Der Weg zur Erleuchtung. Übersetzt von Wulf H. Bergner. In: Endstation Zukunft. 1964.

1956:
- The End of the Journey (in: Fantastic Universe, February 1956; auch: M81: Ursa Major, 1958; auch: M18: Ursa Major, 1958)
- A Question of Time (in: Fantastic Universe, May 1956)

1957:
- Intruders on the Moon (in: Fantastic Universe, April 1957; auch: Intruders, 1958; auch: The Intruders, 1958)
  - Deutsch: Die Eindringlinge. Übersetzt von Wulf H. Bergner. In: Endstation Zukunft. 1964.

1958:
- The Lizard of Woz (in: Fantastic Universe, August 1958)
  - Deutsch: Besuch von den Sternen. Übersetzt von Heinz F. Kliem. In: Als die UFOS kamen und andere Stories. 1965.
- Tomorrow’s Gift (1958, in: Frederik Pohl (Hrsg.): Star Science Fiction Stories No. 4)
  - Deutsch: Was die Zukunft bringt … Übersetzt von Wulf H. Bergner. In: Endstation Zukunft. 1964.
- The Brain Child (1958, in: Edmund Cooper: Tomorrow’s Gift; auch: Brain Child)
  - Deutsch: Das Wunderkind. Übersetzt von Wulf H. Bergner. In: Endstation Zukunft. 1964.
- The Butterflies (1958, in: Edmund Cooper: Tomorrow’s Gift)
  - Deutsch: Die Welt der Schmetterlinge. Übersetzt von Wulf H. Bergner. In: Endstation Zukunft. 1964.
- Falcon Chase (1958, in: Edmund Cooper: Tomorrow’s Gift)
  - Deutsch: Falkenjagd. Übersetzt von Wulf H. Bergner. In: Endstation Zukunft. 1964.
- Repeat Performance (1958, in: Edmund Cooper: Tomorrow’s Gift)
  - Deutsch: Der Teufelskreis. Übersetzt von Wulf H. Bergner. In: Endstation Zukunft. 1964.

1960:
- The Boy David (1960, in: Edmund Cooper: Voices in the Dark)
- Burnt Umber (1960, in: Edmund Cooper: Voices in the Dark)
- Duet for One Finger (1960, in: Edmund Cooper: Voices in the Dark)
- The First Martian (1960, in: Edmund Cooper: Voices in the Dark)
- I Am a Ghost (1960, in: Edmund Cooper: Voices in the Dark)
- The Last Act (1960, in: Edmund Cooper: Voices in the Dark)
- The Lions and the Harp (1960, in: Edmund Cooper: Voices in the Dark)
- The Miller’s Daughter (1960, in: Edmund Cooper: Voices in the Dark)
- The Mouse That Roared (1960, in: Edmund Cooper: Voices in the Dark)
  - Deutsch: Die Neutralisten von Karania. Übersetzt von Heinz F. Kliem. In: Als die UFOS kamen und andere Stories. 1965.
- Nineteen Ninety-Four (1960, in: Edmund Cooper: Voices in the Dark)
- Sentimental Journey (1960, in: Edmund Cooper: Voices in the Dark)
- Six Eggs for Mafeking (1960, in: Edmund Cooper: Voices in the Dark)
- So I Never Left Home (1960, in: Edmund Cooper: Voices in the Dark)
- The Unicorn (1960, in: Edmund Cooper: Voices in the Dark)
- When the Saucers Came (1960, in: Edmund Cooper: Voices in the Dark)
  - Deutsch: Als die Ufos kamen … Übersetzt von Heinz F. Kliem. In: Als die UFOS kamen und andere Stories. 1965.

1963:
- Death Watch (1963, in: Edmund Cooper: Tomorrow Came)
  - Deutsch: Das globale Schachspiel. Übersetzt von Heinz F. Kliem. In: Als die UFOS kamen und andere Stories. 1965.
- The Doomsday Story (1963, in: Edmund Cooper: Tomorrow Came)
- Judgement Day (1963, in: Edmund Cooper: Tomorrow Came)
- The Life and Death of Plunky Goo (1963, in: Edmund Cooper: Tomorrow Came)
- The Piccadilly Interval (1963, in: Edmund Cooper: Tomorrow Came)
  - Deutsch: U-Bahn nach Prokyon. Übersetzt von Heinz F. Kliem. In: Als die UFOS kamen und andere Stories. 1965.
- Vertical Hold (1963, in: Edmund Cooper: Tomorrow Came)
  - Deutsch: Mr. Gundys Fernseher. Übersetzt von Heinz F. Kliem. In: Als die UFOS kamen und andere Stories. 1965.
- Welcome Home (1963, in: Edmund Cooper: Tomorrow Came)
  - Deutsch: Willkommen auf dem Mars. Übersetzt von Heinz F. Kliem. In: Als die UFOS kamen und andere Stories. 1965.
- Picadilly Interval (1963)
  - Deutsch: U-Bahn nach Prokyon. Übersetzt von Heinz F. Kliem. In: Edmund Cooper: Als die Ufos kamen. Moewig Terra #386, 1965.

1968:
- The Menhir (1968, in: Edmund Cooper: News from Elsewhere)

1970:
- Sanctuary (1970, in: Edmund Cooper: The Square Root of Tomorrow)
- The Snow Crystals (1970, in: Edmund Cooper: The Square Root of Tomorrow)

1971:
- Second Chance (1971, in: Edmund Cooper: Unborn Tomorrow)
- The Firebird (1971, in: Double Phoenix)

1975:
- Jupiter Laughs (in: Science Fiction Monthly, April 1975)

1980:
- The Diminishing Dragon (1980, in: Edmund Cooper: A World of Difference)
- Jahweh (1980, in: Edmund Cooper: A World of Difference)

1981:
- The Naked Chicken (1981)
  - Deutsch: Projekt Nacktes Huhn. Übersetzt von Tony Westermayr. In: Peter Wilfert (Hrsg.): Tor zu den Sternen. Goldmann Science Fiction #23400, 1981, ISBN 3-442-23400-X.

## Verfilmungen
- 1957 The Invisible Boy (dt. SOS Raumschiff)
- 1969 The Uncertain Midnight (französisch)
- 1978 Death Watch, als OBN in Arrivo, ein Teil der Serie I Raconti di Fantascienza da Blassetti (italienisch)